# The End, So Far
Albums de Slipknot
We Are Not Your Kind
(2019)
Singles
1. The Chapeltown Rag
Sortie : 5 novembre 2021
2. The Dying Song (Time To Sing)
Sortie : 19 juillet 2022
3. Yen
Sortie : 5 août 2022

The End, So Far est le septième album du groupe de nu metal américain Slipknot, sorti le 30 septembre 2022 sous le label Roadrunner Records.

## Développement et production
Dans un article publié par Loudwire le 9 juin 2021, Shawn Crahan a révélé qu'un nouvel album de Slipknot sortirait « si tout va bien » en 2021. Il a également ajouté que le groupe se séparerait de Roadrunner Records après la sortie de l'album.
En novembre 2021, le groupe annonce de nouveaux morceaux sur un nouveau site thechapeltownrag.com. Plusieurs extraits d'une chanson ont été montrés sur le site Web, ce qui a donné lieu à des spéculations sur un nouveau single, que le groupe confirme le 4 novembre 2021. Le single intitulé The Chapeltown Rag devait sortir le jour suivant et faire ses débuts sur scène au Knotfest Roadshow à Los Angeles, en Californie, le 5 novembre 2021. En décembre 2021, Corey Taylor a révélé que le groupe prévoyait de mixer son septième album studio en janvier, et espérait le sortir en avril 2022. Il a également déclaré qu'il préférait le matériel de leur prochain septième album studio à celui de We Are Not Your Kind.
Le 19 juillet 2022, le groupe a annoncé que l'album s'appellerait The End, So Far. Ils ont également sorti le single The Dying Song (Time to Sing), Ils ont ainsi pu faire découvrir leur « nouveaux masques de la nouvelle ère Slipknot. » Le 5 août, le groupe sort le troisième single de l'album, Yen.

## Liste des titres
Les titres sont écrits et produits par Slipknot et Joe Barresi.
| No  | Titre                         | Durée |
| --- | ----------------------------- | ----- |
| 1.  | Adderall                      | 5:40  |
| 2.  | The Dying Song (Time to Sing) | 3:23  |
| 3.  | The Chapeltown Rag            | 4:49  |
| 4.  | Yen                           | 4:43  |
| 5.  | Hive Mind                     | 5:15  |
| 6.  | Warranty                      | 3:51  |
| 7.  | Medecine For The Dead         | 6:16  |
| 8.  | Acidic                        | 4:50  |
| 9.  | Heirloom                      | 3:31  |
| 10. | H377                          | 4:23  |
| 11. | De Sade                       | 5:39  |
| 12. | Finale                        | 5:07  |

## Classements
| Classement (2022)                           | Meilleure position |
| ------------------------------------------- | ------------------ |
| Allemagne (Media Control AG)                | 1                  |
| Australie (ARIA)                            | 1                  |
| Autriche (Ö3 Austria Top 40)                | 4                  |
| Belgique (Flandre Ultratop)                 | 4                  |
| Belgique (Wallonie Ultratop)                | 3                  |
| Canada (Canadian Albums Chart)              | 2                  |
| Danemark (Tracklisten)                      | 12                 |
| Écosse (OCC)                                | 3                  |
| Espagne (Promusicae)                        | 15                 |
| États-Unis (Billboard 200)                  | 2                  |
| États-Unis (Billboard Top Hard Rock Albums) | 1                  |
| États-Unis (Billboard Top Rock Albums)      | 1                  |
| Finlande (Suomen virallinen lista)          | 2                  |
| France (SNEP)                               | 5                  |
| Irlande (Irish Albums Chart)                | 7                  |
| Italie (FIMI)                               | 20                 |
| Nouvelle-Zélande (RIANZ)                    | 2                  |
| Pays-Bas (Mega Album Top 100)               | 6                  |
| Portugal (AFP)                              | 2                  |
| Royaume-Uni (UK Albums Chart)               | 1                  |
| Royaume-Uni (Rock & Metal Albums)           | 1                  |
| Suède (Sverigetopplistan)                   | 2                  |
| Suisse (Schweizer Hitparade)                | 1                  |

## Artistes
- (#8) Corey Taylor – chants
- (#7) Mick Thomson – guitare
- (#4) James Root – guitare
- (#6) Shawn "Clown" Crahan – percussions, chœurs
- (#5) Craig Jones – samples, clavier
- (#0) Sid Wilson – platines, clavier
- Jay Weinberg – batterie
- Alessandro Venturella – basse, piano, synthétiseur
- Michael Pfaff – percussions, chœurs